# Surinaamse Hotel Associatie

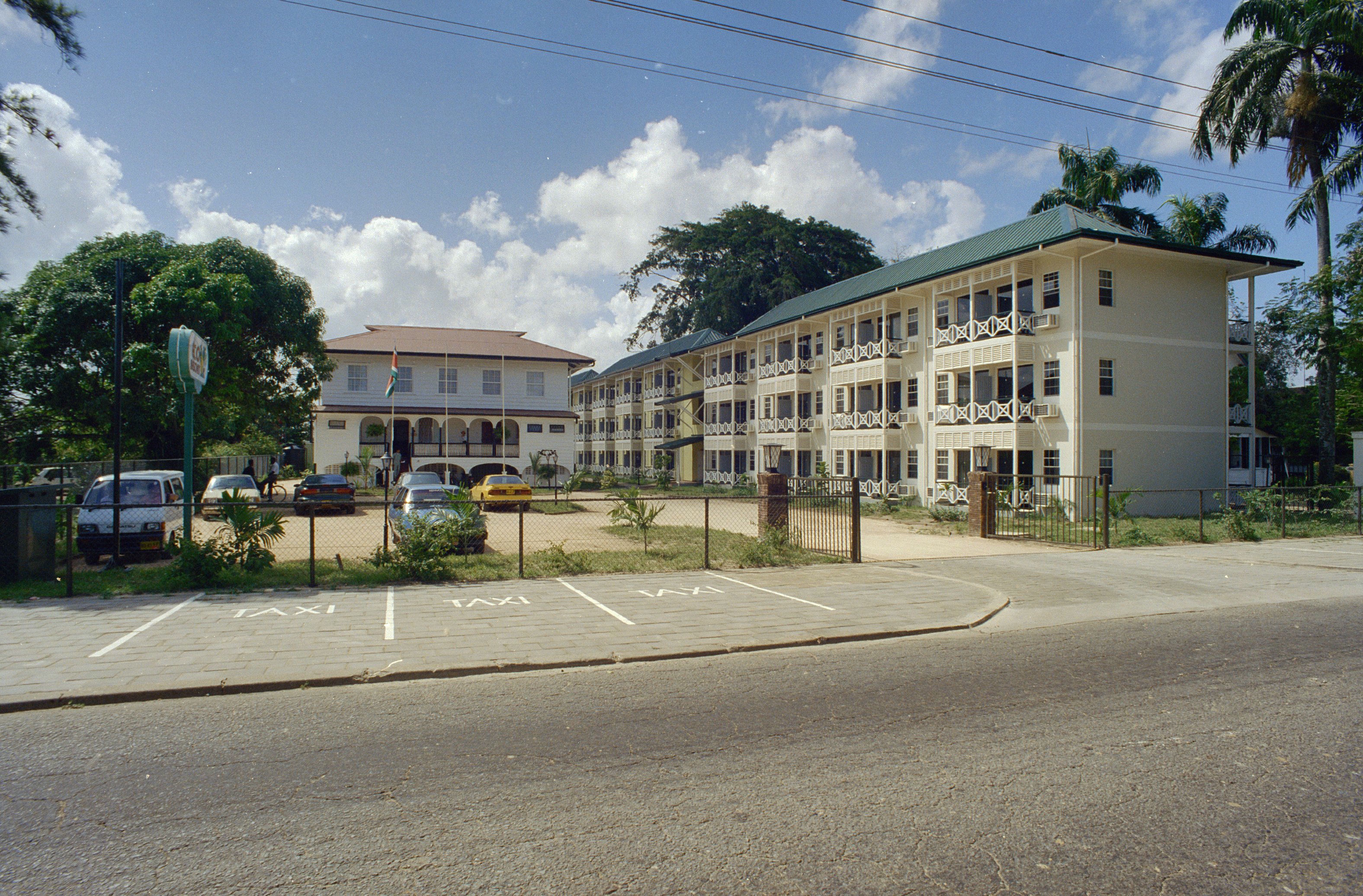
Aanzicht vanaf de straat

De Surinaamse Hotel Associatie (Suriname Hotel Association) (SHA) is een belangenorganisatie voor het Surinaamse hotelwezen.
De SHA werd op 5 maart 1998 opgericht met het doel om de hotelbranche te versterken, beschermen, ontwikkelen en bevorderen. Het duurde nog tot 4 juni 2014 voordat er een algemene ledenvergadering werd gehouden. Daarvóór was er niettemin wel al een bestuur.
De associatie organiseert seminars en vertegenwoordigt de branche op beurzen, zoals in 2014 de United Business Fair in de Hal van het Bedrijfsleven (KKF-hal). Er zijn lidmaatschappen bij de koepelorganisaties Tourism Union of the Republic of Suriname (TOURS) en Caribbean Hotel And Tourism Organization (CHATA).
In 2016 verzette ze zich samen met andere organisaties tegen de verhoging van het tarief van de toeristenkaart, waar de branche zich door overrompeld voelde. Ook ijverde ze jarenlang voor een Wet op het toerisme; deze regulering kwam uiteindelijk met de Wet Toerisme Autoriteit Suriname en de Toerisme Raamwet  in 2023.
De SHA is gevestigd aan de Cornelis Jongbawstraat, waar zich het Torarica Eco Resort bevindt.